# Por ella soy Eva (álbum)
Por ella soy Eva, es una banda sonora de la telenovela mexicana del mismo nombre. Lanzada en 2012. El álbum consta de canciones que fueron utilizadas en la telenovela e interpretadas por el actor y cantante mexicano Jaime Camil.

## Antecedentes
Las canciones «A contracielo» y «Sólo tú, sólo yo» fueron interpretadas por Camil y Damiana (participante del programa La Voz... México) y la actriz de Broadway, Bianca Marroquín respectivamente. Todas las canciones del álbum son inéditas excepto «Llorando por dentro» que fue escrita por el músico  Arturo Castro. La canción «Por ella... Soy Eva» fue lanzada como sencillo oficial el mismo día de estreno de la telenovela.

## Lista de canciones
| N.º   | Título                                            | Escritor(es)                               | Duración |  |
| 1.    | «Por ella... Soy Eva»                             | Ettore Grenci, Mónica Vélez                | 3:29     |  |
| 2.    | «Ahora lo entiendo»                               | Leonel García                              | 3:55     |  |
| 3.    | «A contracielo (a dueto con Damiana)»             | Ettore Grenci, Mónica Vélez                | 4:00     |  |
| 4.    | «El sexo Débil»                                   | Ettore Grenci, Mónica Vélez                | 3:28     |  |
| 5.    | «Hoy»                                             | Leonel García, Noel Schajris               | 3:27     |  |
| 6.    | «Llorando por dentro»                             | Arturo Castro Muñoz                        | 2:56     |  |
| 7.    | «Sólo tú, sólo yo (a dueto con Bianca Marroquín)» | Michkin Boyzo, Julio Ramírez               | 3:15     |  |
| 8.    | «Siente»                                          | Yoel Henríquez, Julio Ramírez              | 3:33     |  |
| 9.    | «Déjame ir»                                       | Ettore Grenci, Jesús Navarro, Mónica Vélez | 4:11     |  |
| 10.   | «Ten cuidado»                                     | Leonel García                              | 3:33     |  |
| 11.   | «Tú»                                              | Jesús Navarro Rosas                        | 3:45     |  |
| 39:53 |                                                   |                                            |          |  |